# Laophonte perplexa
Laophonte perplexa är en kräftdjursart som beskrevs av Scott 1899. Laophonte perplexa ingår i släktet Laophonte och familjen Laophontidae. Inga underarter finns listade i Catalogue of Life.